# Ștefan Vodă, Călărași
Ștefan Vodă (în trecut, Gara Siliștea) este satul de reședință al comunei cu același nume din județul Călărași, Muntenia, România.
Administrație
Comuna Ștefan Vodă este condusă de un primar împreună cu un consiliu local format din 11 membri.
Începând cu anul 2020 funcția de primar este ocupată de către Zardova Ionel din partea Partidului Social Democrat. Consiliul local este compus din 6 membri ce aparțin Partidului Social Democrat și 5 membri ce aparțin Partidului Național Liberal.
Religie
Religia care ocupă cea mai mare pondere în rândul locuitorilor este ortodoxismul.
Educație
În acest moment în comuna Ștefan Vodă funcționează Școala Generală cu clasele I-VIII. În trecut a existat și Școala Generala numărul 2 cu clasele I-IV care între timp a fost desființată.
Sănătate
În comună își desfășoară activitatea un dispensar medical cu program normal dar și o farmacie amplasată în aceeași incinta.